# Willkommlangea reticulata
Willkommlangea reticulata ist eine Schleimpilzart aus der Ordnung der Physarida und die einzige Art der Gattung Willkommlangea. Sie ist weltweit verbreitet, in Europa aber nur durch sehr vereinzelte Funde bekannt, der Schwerpunkt ihrer Vorkommen wird in den Tropen vermutet.

## Merkmale
Das Plasmodium ist orange bis scharlachrot. Die Fruchtkörper sind meistens Plasmodiokarpe von wurm- bis netzförmiger Gestalt, beige, ocker oder gelb- bis rotbraun gefärbt und rot gefleckt. Gelegentlich sind die Stränge so eng aneinander gedrängt, dass sie Pseudoaethalien bilden, selten Polster aus Sporokarpen, die einen Durchmesser von 0,3 bis 0,5 Millimeter aufweisen und sich über mehrere Zentimeter weit ausdehnen. Der Hypothallus ist unauffällig oder fehlt.
Das derbe, quer gerunzelte Peridium ist makroskopisch hellocker bis dunkelrotbraun, im Durchlicht gelblich bis rotbraun und mit weißlichem oder gelb- bis rotbraunem Kalk besetzt, der gelegentlich eine durchgängige Kruste bildet. Es öffnet sich unregelmäßig in Längsrichtung, der Ansatz aber bleibt dauerhaft dem Substrat verhaftet.
Das Capillitium besteht aus wenigen rundlichen Kalkknoten, die durch durchscheinende bis gelbliche Fäden mit dornartigen, unverwachsenen Auswüchsen miteinander verbunden sind. Das Capillitium wird segmentiert durch weiße bis gelbliche, teils perforierte Kalkplatten, die am Rand des Peridiums verwachsen sind. Die 8 bis 10, selten 7 bis 11 Mikrometer messenden Sporen sind in der Masse schwarzbraun, im Durchlicht lilabraun, an der Oberfläche dicht feinwarzig.

## Verbreitung
Willkommlangea reticulata ist weltweit nachgewiesen. Nur vereinzelt aber fand es sich in Europa, aus Deutschland ist sogar nur ein einziger Fund aus dem 19. Jahrhundert bekannt. Es wird angenommen, dass die Art den Schwerpunkt ihrer Vorkommen in den Tropen hat.

## Systematik und Forschungsgeschichte
Die Art wurde ursprünglich 1805 als Physarum reticulatum durch Johannes Baptista von Albertini und Ludwig David von Schweinitz  erstbeschrieben. 1891 stellte dann Carl Ernst Otto Kuntze für sie die eigene Gattung Willkommlangea auf.

## Nachweise
Fußnoten direkt hinter einer Aussage belegen die einzelne Aussage, Fußnoten direkt hinter einem Satzzeichen den gesamten vorangehenden Satz. Fußnoten hinter einer Leerstelle beziehen sich auf den kompletten vorangegangenen Text.
1. 1 2 3 4 5  
Hermann Neubert, Wolfgang Nowotny, Karlheinz Baumann, Heidi Marx: Die Myxomyceten Deutschlands und des angrenzenden Alpenraumes unter besonderer Berücksichtigung Österreichs. Bd. 2, Karlheinz Baumann Verlag, Gomaringen 2000, ISBN 3-929822-01-6, S. 326.